# BSAT-3c廣播及通訊衛星
BSAT-3c（又名JCSAT-110R），為日本一枚仍在使用的的廣播及通訊衛星，由日本廣播衛星系統公司，以及完美天空JSAT集團共同持有，於2011年升空。目前，此衛星定位於東經110°E，與兩間公司屬下的其他衛星一同透過Ku波段，轉播日本各數碼衛星電視頻道，同時提供衛星通訊服務。

## 概況
BSAT-3系列衛星（包括此衛星，以及BSAT-3a、3b），均由美國洛歇馬丁製造，採用該公司研發的A2100衛星平台。然而，此衛星的尺寸為5.3米 × 2米 × 1.9米，較先前發射的另外兩枚衛星為大。
在有效載荷方面，BSAT-3c與前型大為不同：此衛星一共搭載了24個轉發器，而每間公司各佔一半；當中，廣播衛星系統公司使用的12個轉發器，其行波管功率削減至120W；而由完美天空JSAT管理部分，則設另外12個36MHz轉發器
。
除必要的轉播裝置，此衛星亦備有姿態控制系統及供電裝置，當中前者採用A2100平台常用的LEROS-1C型變軌用火箭引擎，其推力為460N；另外，衛星兩側亦設有兩組太陽能板，展開後總長為18.9米，最多可為此衛星產生7,500W的電力。

## 历史
於2007年9月18日，廣播衛星系統公司與完美天空JSAT宣佈，將共同開發一枚廣播暨通訊衛星，分別冠名為BSAT-3c及JSCAT-110R，並由廣播衛星系統公司負責管理。這次亦是日本政府容許合資持有通訊衛星後，首宗同類的合作個案。隨後，上述兩間公司委託亞利安空間公司承包此衛星的發射任務，當時計劃於2011年第二季升空。
其後，此衛星及Astra 1N通訊衛星獲安排於2011年8月1日，由亞利安5 ECA VA-203運載火箭搭載升空。然而，該火箭在同年7月，被發現其第一級引擎閥門出現故障，首次發射計劃因而腰斬。經過緊急維修後，這兩枚衛星最終延遲五日發射；當中，BSAT-3c於同年9月21日正式投入運作，成為日本首枚由多間營運商共同持有的廣播及通訊衛星。